# Off the Grid (песня)
«Off the Grid» — песня американского рэпера Канье Уэста из его десятого студийного альбома Donda (2021). Она содержит гостевые участия от Playboi Carti и Fivio Foreign. Песня была выпущена на urban contemporary radio как четвёртый сингл с Donda 30 ноября 2021.

## История
18 июля 2020 года Уэст объявил о Donda в своём Твиттере и опубликовал трек-лист с надписью «Off the Grid». В декабре стало известно, что Канье является исполнительным продюсером альбома Playboi Carti Whole Lotta Red, который вышел 25 декабря 2020 года. Во время этих сессий Картер записал куплет для «Off the Grid». Фрагмент Playboi Carti просочился в сеть после того, как Уэст включил песню во время своего пребывания в отеле в Бельгии в декабре. Канье попросил Fivio Foreign прийти на стадион Мерседес Бенц Стэдиум 5 августа. Изначально на песне не было дрилл части, однако она была добавлена после того, как Fivio Foreign стал играть Канье свои песни, и тот спросил: «Кто спродюсировал этот трек ?». Рэпер ответил, что продюсером является Ozzy, после чего Уэст попросил вылетить его в Атланту. Песня была официально показана 5 августа 2021 года.

## Участники записи
Информация из Tidal.
- Канье Уэст — продюсирование, вокал
- Playboi Carti — вокал
- Fivio Foreign — вокал
- 30 Roc — продюсирование
- AyoAA — продюсирование
- Ojivolta — продюсирование
- David & Eli — сопродюсирование
- Sloane — дополнительное продюсирование
- Irko — мастеринг, миксинг
- Алехандро Родригез-Доусон — запись
- Дррике Рендер — запись
- Джеймс Келсо — запись
- Джош Берг — запись
- Лорензо Волфф — запись
- Микалай Скробат — запись
- Рорк Бэйли — запись
- Уилл Чейсон — запись
- Луис Белл — продюсирование вокала
- Патрик Хандли — продюсирование вокала

## Чарты

### Недельные чарты
| Чарт (2021)                           | Высшая позиция |
| ------------------------------------- | -------------- |
| Австралия (ARIA)                      | 9              |
| Австрия (Ö3 Austria Top 40)           | 36             |
| Канада (Billboard Canadian Hot 100)   | 7              |
| Чехия (Singles Digitál Top 100)       | 40             |
| Дания (Tracklisten)                   | 14             |
| Франция (SNEP)                        | 44             |
| Мир (Billboard Global 200)            | 7              |
| Греция (IFPI)                         | 21             |
| Венгрия (Stream Top 40)               | 35             |
| Исландия (Plötutíðindi)               | 10             |
| Ирландия (IRMA)                       | 11             |
| Италия (FIMI)                         | 58             |
| Литва (AGATA)                         | 17             |
| Нидерланды (Single Top 100)           | 38             |
| Новая Зеландия (Recorded Music NZ)    | 7              |
| Норвегия (VG-lista)                   | 22             |
| Португалия (AFP)                      | 22             |
| Словакия (Singles Digitál Top 100)    | 21             |
| ЮАР (RISA)                            | 5              |
| Швеция (Sverigetopplistan)            | 30             |
| Швейцария (Schweizer Hitparade)       | 17             |
| Великобритания (OCC UK Singles)       | 15             |
| Великобритания (OCC UK Hip Hop/R&B)   | 7              |
| США (Billboard Hot 100)               | 11             |
| США (Billboard Hot Christian Songs)   | 3              |
| США Gospel Songs (Billboard)          | 2              |
| США (Billboard Hot R&B/Hip-Hop Songs) | 4              |

### Месячные чарты
| Чарт (2021 августа) | Высшая позиция |
| ------------------- | -------------- |
| Греция (IFPI)       | 56             |

### Итоговые годовые чарты
| Чарт (2021)                     | Позиция |
| ------------------------------- | ------- |
| США Christian Songs (Billboard) | 11      |
| США Gospel Songs (Billboard)    | 3       |

## Сертификации
| Регион                                                                      | Сертификация | Продажи |
| --------------------------------------------------------------------------- | ------------ | ------- |
| Канада (Music Canada)                                                       | Золотой      | 40 000  |
| США (RIAA)                                                                  | Золотой      | 500 000 |
| Данные о продажах + прослушиваниях приведены только на основе сертификации. |              |         |